# Médias en Azerbaïdjan

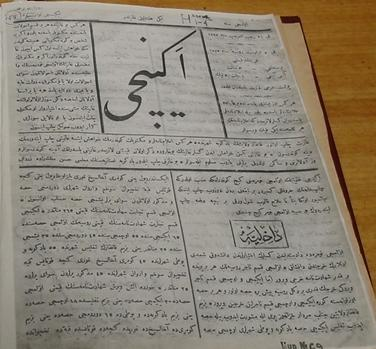
Premier numéro d'Akintchi

Les médias de masse en Azerbaïdjan se réfèrent aux médias de masse basés en République d'Azerbaïdjan. La télévision, les magazines et les journaux sont tous gérés par des sociétés d'État et à but lucratif qui dépendent de la publicité, des abonnements et d'autres revenus liés aux ventes. La Constitution de l'Azerbaïdjan garantit la liberté d'expression. L'article 47 de la Constitution de l'Azerbaïdjan est consacré à la liberté de pensée et d'expression et stipule que chacun a le droit d'exprimer librement ses opinions.

## Histoire
L'histoire des médias et de la presse azerbaïdjanais comporte plusieurs étapes: la presse publiée sous le régime du tsar russe qui commence à partir de 1832 et dure jusqu'en 1917, la presse pendant la République démocratique d'Azerbaïdjan qui couvre 1918-1920, la presse pendant l'Union soviétique de 1920 à 1991 , la presse d'émigration et la presse depuis l'indépendance jusqu'à nos jours.
L'histoire des premiers médias azerbaïdjanais remonte à 1875 lorsque "Akintchi" ("Əkinçi" dans l'original, signifiant "cultivateur", "ouvrier agricole") a été publié pour la première fois par Hasan Bey Zardabi. La particularité du journal était qu'il s'agissait du premier média jamais publié en Azerbaïdjan. Le peuple azerbaïdjanais a beaucoup lutté pour avoir sa presse nationale, principalement parce qu'à la fin du XIXe siècle, les relations culturelles entre les États se sont considérablement développées parallèlement aux relations économiques et politiques. En conséquence, les Azerbaïdjanais éduqués ont été remarquablement influencés par les circonstances de l'époque en Russie, en Iran et dans des pays quelque peu européens et ont été encouragés à créer un journal local et national pour exprimer ce qui se passait dans le pays. Ce n'était cependant pas une tâche facile: l'Azerbaïdjan était sous contrôle russe et l'oppression était plus stricte que jamais, il était donc difficile de refléter les circonstances qui se produisaient à l'époque en raison de la censure. Hasan Bey Zardabi et ses collègues ont choisi une voie différente pour traiter le problème: ils ont utilisé un langage très simple propre à la classe ouvrière et principalement la satire pour éviter la censure. L'objectif principal de la revue, cependant, était complètement différent. Hasan Bey a déclaré dans l'un des numéros du journal que "la presse de la région devrait être un miroir". En raison des pressions du tsar russe, "Akintchi" a dû cesser de publier et il a eu 56 numéros au total pendant ces deux années du 22 juillet 1875 au 29 septembre 1877. Il a été publié deux fois par mois avec un tirage allant de 300 à 400 exemplaires.
La deuxième étape du développement de la presse nationale est la presse en République démocratique d'Azerbaïdjan. Pendant cette période, le gouvernement a adopté des règles sur la modernisation de la presse et des médias imprimés en général. Par exemple, avec la nouvelle règle adoptée le 30 octobre 1919, l'établissement de la presse, de la lithographie et d'autres fondations similaires, en outre, l'édition et la vente de matériel de presse sont devenues gratuites. Le gouvernement nouvellement établi a publié un décret le 9 novembre 1918, abolissant le contrôle gouvernemental sur les médias de masse. Une centaine de journaux et revues ont été publiés à l'époque en azerbaïdjanais, russe, géorgien, juif, polonais et persan. Les principaux exemples de la presse de l'époque sont «Molla Nəsrəddin», «İstiqlal», «Azərbaycan», «Açıq söz», «İqbal», «Dirilik», «Təkamül», «Mədəniyyət», «Qurtuluş» qui étaient les précurseurs d'idées nationalistes. La liberté d'expression, de presse et de croyance était à son apogée. AZERTAG est également l'héritage de la République démocratique d'Azerbaïdjan.

## Médias
Les médias imprimés et audiovisuels en Azerbaïdjan appartiennent pour la plupart à l'État ou sont subventionnés par le gouvernement. L'opacité de la propriété est garantie par la loi. L'Azerbaïdjan héberge 9 chaînes de télévision nationales (dont un radiodiffuseur de service public et 3 autres chaînes publiques), plus de 12 chaînes de télévision régionales, 25 chaînes de radio et plus de 30 quotidiens.

### Médias imprimés
Il y a 3 500 titres de publications officiellement enregistrés en Azerbaïdjan. La grande majorité d'entre eux sont publiés en azerbaïdjanais. Les 130 autres sont publiés en russe (70), en anglais (50) et dans d'autres langues (turc, français, allemand, arabe, persan, arménien, etc.)
Les quotidiens enregistrés sont plus de 30. Les journaux les plus lus sont les journaux critiques Yeni Musavat et Azadliq. En mai 2014, Zerkalo a abandonné les publications imprimées en raison de pertes financières. Les journaux azerbaïdjanais peuvent être divisés en journaux plus sérieux, généralement appelés journaux grand format en raison de leur grande taille, et parfois appelés collectivement "la presse de qualité".

### Radiodiffusion
En 2014, l'Azerbaïdjan compte 9 stations AM, 17 stations FM et une station à ondes courtes. De plus, il existe environ 4 350 000 radios. Le principal fournisseur de réseau est le Ministère des communications et des technologies de l'information de l'Azerbaïdjan (MCTI). Selon MCIT, le taux de pénétration de la radio FM est de 97% selon les données de 2014.

### Diffusion télévisée
Il existe trois chaînes de télévision publiques: AzTV, Idman TV et Medeniyyet TV. Une chaîne publique et 5 chaînes privées: Ictimai Television, Space TV, Lider TV, Azad Azerbaijan TV, Xazar TV et Region TV.
L’Azerbaïdjan compte 47 chaînes de télévision au total, dont 4 sont des chaînes de télévision publiques et 43 sont des chaînes de télévision privées, dont 12 sont des chaînes de télévision nationales et 31 des chaînes de télévision régionales. Selon le ministère des Communications et des Technologies de l'information de l'Azerbaïdjan, le taux de pénétration de la télévision est de 99% selon les données de 2014. Le taux de pénétration de la télévision par câble en Azerbaïdjan s'élevait à 28,1% des ménages en 2013, d'après une étude du Comité national des statistiques de la République d'Azerbaïdjan. Près de 39% de la base d'abonnés à la télévision par câble est concentrée dans les grandes villes. Le taux de pénétration est de 59,1% dans la ville de Bakou.
De 2010 à 2014, l'Institut pour la liberté et la sécurité des reporters (IRFS) a produit Obyektiv TV, une chaîne d'information en ligne qui couvre quotidiennement la liberté d'expression et les droits de l'homme.